# Kontinuitet
Kontinuitet er et begreb inden for matematik. Populært kan det siges, at en funktion er kontinuert, hvis man kan tegne grafen for den uden at løfte pennen. Funktionen må altså ikke lave nogle "hop".
Matematisk defineres kontinuitet således: Betragt en funktion {\displaystyle f:A\to \mathbb {R} }, hvor A er en delmængde af {\displaystyle \mathbb {R} }. Så siges f at være kontinuert i et punkt a hvis man for alle {\displaystyle \epsilon >0} kan finde et {\displaystyle \delta >0} så grafen for f i området mellem {\displaystyle a-\delta } og {\displaystyle a+\delta } ligger mellem {\displaystyle f(a)-\epsilon } og {\displaystyle f(a)+\epsilon }. Opskrevet med kvantorer gælder altså at:
{\displaystyle \forall \epsilon >0\exists \delta >0\forall x\in A:|x-a|<\delta \Rightarrow |f(x)-f(a)|<\epsilon }
En definition, der kan vises at være ækvivalent, er: En funktion f er kontinuert i a, hvis f(x) går mod f(a), når x går mod a. Den ækvivalente matematiske definition lyder således: {\displaystyle \lim _{x\rightarrow a}f(x)=f(a)}
Bemærk følgende kontraintuitive konsekvens: ifølge definitionen er en funktion f kontinuert i a hvis a er et isoleret punkt i definitionsmængden for f. For hvis der ingen andre x' er end a inden for en afstand af {\displaystyle \delta } fra a, så er implikationen i definitionen trivielt opfyldt.
En funktion er kontinuert, hvis den er kontinuert i alle punkter i sin definitionsmængde.

Af ovenstående kontraintuitive konsekvens følger endnu en: ifølge definitionen 
kan en funktion godt være kontinuert selvom der så at sige er huller i dens definitionsmængde og funktionen "hopper" mellem disse huller. Funktionen f der kun er defineret i 1 og 2 og hvor f(1)=6 og f(2)=9, er således kontinuert.

## Inden for topologi
Begrebet kontinuitet kan udvides til mere generelle afbildninger, hvilket er et vigtigt tema inden for topologi.
Givet en afbildning {\displaystyle f:(M,T)\to (N,S)} mellem to topologiske rum. Så siges f at være kontinuert, hvis {\displaystyle f^{-1}(A)} er åben i M for alle åbne mængder A i N.

## Inden for statistik
I statistik bruges kontinuert om en numerisk stokastisk variabel, som kan antage reelle eller komplekse værdier (eventuelt inden for et interval) i modsætning til en diskret variabel, som kun kan antage heltals værdier (eller en endeligt mængde reelle eller komplekse værdier). Når man regner med forventningsværdier i det kontinuerte tilfælde integrerer man i stedet for at summe.